# Arnold Clark Cup 2022
L'Arnold Clark Cup 2022 è stata la prima edizione dell'Arnold Clark Cup, torneo a invito riservato a nazionali di calcio femminile, disputata in Inghilterra dal 17 al 23 febbraio 2022. Il torneo è stato vinto dall'Inghilterra.
Le quattro squadre invitate si sono affrontate una volta in un girone all'italiana. I punti assegnati nella fase a gironi seguono la formula di tre punti per una vittoria, un punto per un pareggio e zero punti per una sconfitta.

## Formato
Diversi incontri erano stati originariamente programmati come due partite consecutive con biglietti condivisi, ma i piani sono stati abbandonati a causa delle restrizioni atte a combattere la diffusione della pandemia di COVID-19. Di conseguenza, le partite in cui non era presente l'Inghilterra hanno registrato un basso numero di presenze, tra cui i 249 spettatori della partita inaugurale tra Germania e Spagna.

## Stadi
| Middlesbrough                       | Norwich          | Wolverhampton    |
| ----------------------------------- | ---------------- | ---------------- |
| Riverside Stadium                   | Carrow Road      | Molineux Stadium |
| Capacità: 34 742                    | Capacità: 27 359 | Capacità: 32 050 |
|                                     |                  |                  |
| Middlesbrough Norwich Wolverhampton |                  |                  |

## Nazionali partecipanti
| Squadra     | FIFA/Coca-Cola Women's World Ranking (10 dicembre 2021). |
| ----------- | -------------------------------------------------------- |
| Germania    | 3                                                        |
| Canada      | 6                                                        |
| Inghilterra | 8                                                        |
| Spagna      | 9                                                        |

## Squadre
Le quattro nazionali partecipanti al torneo potevano iscrivere un massimo di 25 giocatori, cosa che hanno fatto il Canada e la Germania, mentre l'Inghilterra ha iscritto una rosa di 24 giocatori e la Spagna di 23.

## Classifica
| Pos. | Squadra     | Pt | G | V | N | P | GF | GS | DR |
| ---- | ----------- | -- | - | - | - | - | -- | -- | -- |
| 1.   | Inghilterra | 5  | 3 | 1 | 2 | 0 | 4  | 2  | +2 |
| 2.   | Spagna      | 5  | 3 | 1 | 2 | 0 | 2  | 1  | +1 |
| 3.   | Canada      | 4  | 3 | 1 | 1 | 1 | 2  | 2  | 0  |
| 4.   | Germania    | 1  | 3 | 0 | 1 | 2 | 2  | 5  | -3 |

| Arbitro: | Olofsson |

|              |           |              |
| Schüller 88’ | Marcatori | 46’ Putellas |

| Arbitro: | Lehtovaara |

|            |           |            |
| Bright 22’ | Marcatori | 55’ Beckie |

| Norwich 20 febbraio 2022, ore 15:15 UTC+0 | Inghilterra | 0 – 0 referto | Spagna | Carrow Road (14 284 spett.)\| Arbitro: \| Demetrescu \| |
| Arbitro:                                  | Demetrescu  |               |        |                                                         |

| Arbitro: | Caldera |

|           |           |  |
| Gilles 7’ | Marcatori |  |

| Arbitro: | Foster |

|              |           |  |
| Putellas 21’ | Marcatori |  |

| Arbitro: | Caldera |

|                                  |           |            |
| White 15’ Bright 84’ Kirby 90+4’ | Marcatori | 41’ Magull |

## Statistiche

### Classifica marcatrici
2 reti
- Millie Bright
- Alexia Putellas

1 rete
- Janine Beckie
- Vanessa Gilles
- Fran Kirby
- Ellen White
- Lina Magull
- Lea Schüller